# فرانک بروین
فرانک بروین (انگلیسی: Frank Brewin; ۲۱ اکتبر ۱۹۰۹ – ۲۱ آوریل ۱۹۷۶) بازیکن هاکی روی چمن اهل هند بود.
وی به‌همراه تیم ملی هاکی روی چمن مردان هند به قهرمانی بازی‌های المپیک تابستانی ۱۹۳۲ دست پیدا کرده‌است.